# Козловская волость (Новоузенский уезд)
Козловская во́лость — административно-территориальная единица, входившая в состав Новоузенского уезда Самарской губернии. 
Административный центр — село Козловка.
Население волости составляли преимущественно русские, православные.
В период до установления советской власти волость имела аппарат волостного правления, традиционный для таких административно-территориальных единиц Российской империи.
Волость располагалась по обеим сторонам реки Малый Узень. Согласно карте уездов Самарской губернии 1912 года волость граничила: на юге и юго-западе - с Моршанской волостью, на западе - с Краснокутской волостью, на севере - с Верхне-Ерусланской волостью, на северо-востоке - с Алексашкинской волостью, на востоке - с Куриловской волостью.
Территория бывшей волости является частью земель Питерского района Саратовской области (административный центр области — город Саратов).

## Состав волости
| № | Населённые пункты (без хуторов)          | Население (1889 год) | Население (1910 год)              | Преобладающие национальности, вероисповедания | Современное состояние                            |
| - | ---------------------------------------- | -------------------- | --------------------------------- | --------------------------------------------- | ------------------------------------------------ |
| 1 | село Козловка                            | 1321                 | 2132                              | русские и малороссы, православные             | село, Питерский район                            |
| 2 | село Новотулка                           | 1343                 | 2277                              | русские, православные и сектанты              | село, Питерский район                            |
| 3 | деревня Орловка                          | 37                   | Передано в Алексашкинскую волость | русские, православные                         | не существует                                    |
| 4 | село Алексашкино                         | 2020                 | Передано в Алексашкинскую волость | русские, православные                         | село, Питерский район                            |
| 5 | деревня Новая Борисоглебовка             | 620                  | Передано в Алексашкинскую волость | русские, православные                         | в составе села Борисоглебовка, Фёдоровский район |
| 6 | село Борисоглебовка (оно же Лихомановка) | 1414                 | Передано в Алексашкинскую волость | малороссы, православные и раскольники         | село, Фёдоровский район                          |